# Szelezsény (Románia)
Szelezsény (Sălăjeni), település Romániában, a Partiumban, Arad megyében.

## Fekvése
Borossebestől keletre fekvő település.

## Története
Szelezsény nevét 1574-ben említette először oklevél Zelechyn néven. 1806-ban Szeledsény, 1808-ban Szeledsény, Szelezsény, 1913-ban Szelezsény néven írták.
1851-ben Fényes Elek írta a településről: „Szelezsán, Arad vármegyében, 284 óhitü lakossal.”
1910-ben 527 lakosából 507 román, 12 magyar volt. Ebből 512 görögkeleti ortodox, 7 izraelita volt.
A trianoni békeszerződés előtt Arad vármegye Borossebesi járásához tartozott.